# Rally de Montecarlo de 1999

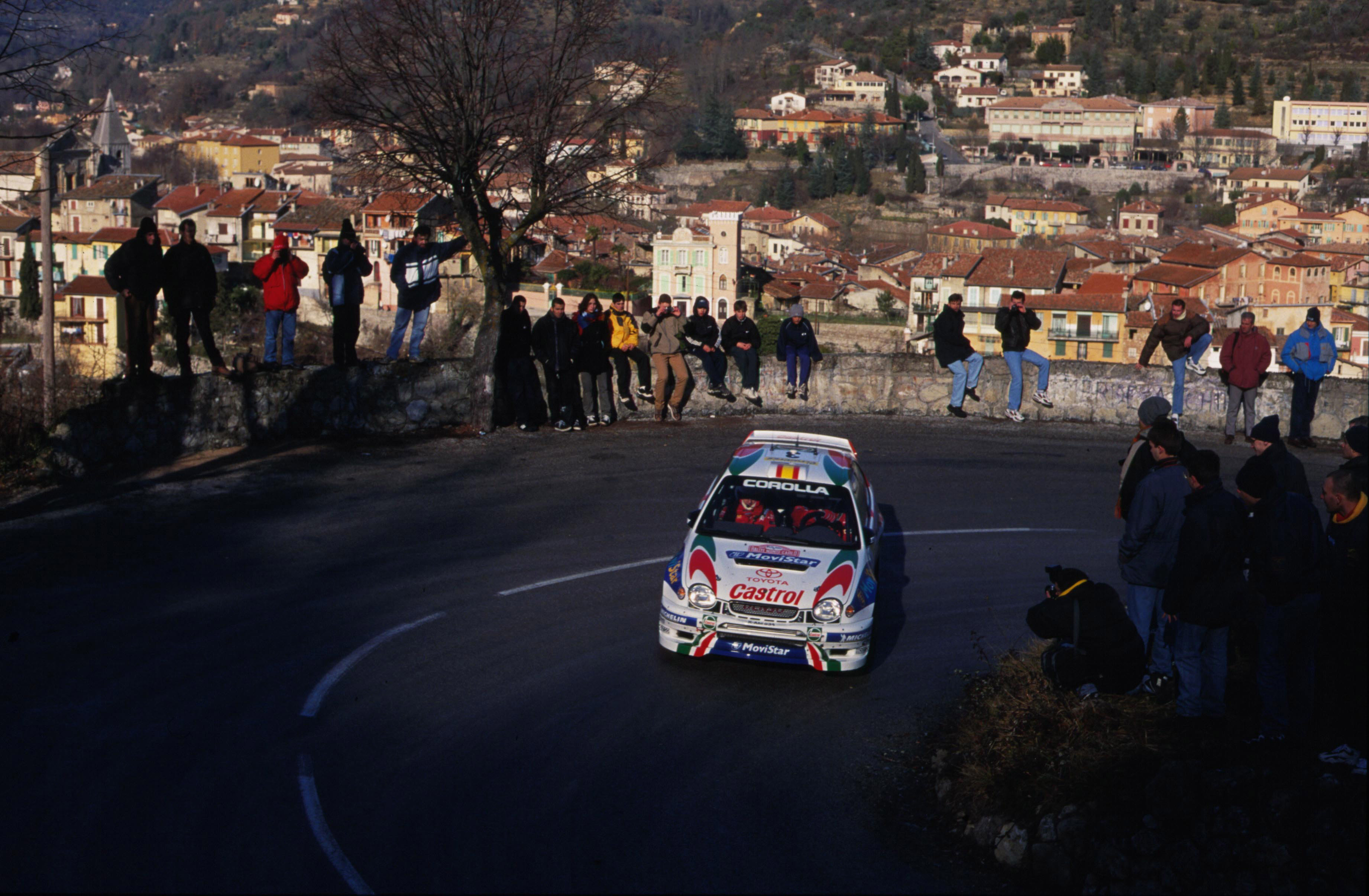
Carlos Sainz que había ganado en 1998 con el Toyota Corolla WRC se retiró tras un accidente en el primer tramo.

El Rally de Montecarlo de 1999, oficialmente 67ème Rally Automobile de Monte Carlo, fue la edición 67.ª y la primera ronda de la temporada 1999 del Campeonato Mundial de Rally. Se celebró del 17 al 20 de enero y contó con un itinerario de catorce tramos disputados sobre asfalto y nieve que sumaban un total de 424,69 km cronometrados.
El vencedor fue Tommi Makinen a bordo de un Mitsubishi Lancer Evo VI. Segundo fue Juha Kankkunen con un Impreza WRC y tercero Didier Auriol con un Toyota Corolla WRC.

## Itinerario y ganadores
| Día            | Tramo | Nombre                   | Distancia | Ganador          | Tiempo  | Vel. media | Líder rally    |
| -------------- | ----- | ------------------------ | --------- | ---------------- | ------- | ---------- | -------------- |
| Día 1 (18 ene) | SS1   | Plan de Vitrolles - Faye | 48.28 km  | Tommi Makinen    | 34:36,4 | 83.71 km/h | Tommi Makinen  |
| Día 1 (18 ene) | SS2   | l'Epine - Rosans         | 31.15 km  | Thiry, Bruno     | 19:59,6 | 93.48 km/h | Tommi Makinen  |
| Día 1 (18 ene) | SS3   | Ruissans - Eygalayes     | 27.56 km  | Panizzi, Gilles  | 18:50,0 | 87.80 km/h | Tommi Makinen  |
| Día 1 (18 ene) | SS4   | Prunieres - Embrun       | 33.82 km  | McRae, Colin     | 20:50,3 | 97.38 km/h | Gilles Panizzi |
| Día 1 (18 ene) | SS5   | St Clement - St Saveur   | 20.35 km  | McRae, Colin     | 13:58,0 | 87.42 km/h | Gilles Panizzi |
| Día 2          | SS6   | BIF. C1 / D1 - Bayons    | 32.52 km  | Panizzi, Gilles  | 24:13,1 | 80.57 km/h | Gilles Panizzi |
| Día 2          | SS7   | Sisteron - Thoard        | 36.72 km  | Makinen, Tommi   | 25:43,4 | 85.65 km/h | Gilles Panizzi |
| Día 2          | SS8   | Entreveaux - St Pierre   | 30.73 km  | Kankkunen, Juha  | 23:58,4 | 76.91 km/h | Tommi Makinen  |
| Día 2          | SS9   | Sospel - La Bollene 1    | 33.65 km  | Makinen, Tommi   | 27:20,1 | 73.86 km/h | Tommi Makinen  |
| Día 2          | SS10  | Lantosque - Luceram 1    | 20.87 km  | McRae, Colin     | 15:22,7 | 81.43 km/h | Tommi Makinen  |
| Día 3          | SS11  | Sospel - La Bollene 2    | 33.65 km  | Auriol, Didier   | 28:06,2 | 71.84 km/h | Tommi Makinen  |
| Día 3          | SS12  | Lantosque - Luceram 2    | 20.87 km  | McRae, Colin     | 15:43,2 | 79.66 km/h | Tommi Makinen  |
| Día 3          | SS13  | Sospel - La Bollene 3    | 33.65 km  | Rovanpera, Harri | 26:53,4 | 75.08 km/h | Tommi Makinen  |
| Día 3          | SS14  | Lantosque - Luceram 3    | 20.87 km  | Auriol, Didier   | 15:19,0 | 81.75 km/h | Tommi Makinen  |

## Clasificación final
| Pos. | Piloto            | Copiloto            | Automóvil                  | Tiempo    | Diferencia | Puntos |     |
| WRC  | WRC               | WRC                 | WRC                        | WRC       | WRC        | WRC    | WRC |
| ---- | ----------------- | ------------------- | -------------------------- | --------- | ---------- | ------ | --- |
| 1.   | Tommi Mäkinen     | Risto Mannisenmäki  | Mitsubishi Lancer Evo VI   | 5:16:50,6 | -          | 10     |     |
| 2.   | Juha Kankkunen    | Juha Repo           | Subaru Impreza WRC99       | 5:18:35.3 | +1:44,7    | 6      |     |
| 3.   | Didier Auriol     | Denis Giraudet      | Toyota Corolla WRC         | 5:20:43.4 | +3:52,8    | 4      |     |
| 4.   | Francois Delecour | Dominique Savignoni | Ford Escort WRC            | 5:20:51.8 | +4:01,2    | 3      |     |
| 5.   | Bruno Thiry       | Stephane Prevot     | Subaru Impreza WRC99       | 5:20:53.1 | +4:02,5    | 2      |     |
| 6.   | Piero Liatti      | Carlo Cassina       | SEAT Córdoba WRC           | 5:23:48.7 | +6:58,1    | 1      |     |
| 7.   | Harri Rovanperä   | Risto Pietiläinen   | SEAT Córdoba WRC           | 5:23:52.9 | +7:02,3    |        |     |
| 8.   | Richard Burns     | Robert Reid         | Subaru Impreza WRC99       | 5:26:15.2 | +9:24,6    |        |     |
| 9.   | Henrik Lundgaard  | Freddy Pedersen     | Toyota Corolla WRC         | 5:30:56.8 | +14:06,2   |        |     |
| 10.  | Marc Duez         | Philippe Dupuy      | Mitsubishi Carisma GT Evo5 | 5:43:31.2 | +26:40,6   |        |     |

| Predecesor: - | WRC 1999 | Sucesor: Suecia 1999 |